# 北方延岡道路
北方延岡道路（きたかたのべおかどうろ）は、宮崎県延岡市の総延長13.1kmの国道218号のバイパスで、九州横断自動車道延岡線に並行する一般国道自動車専用道路である。2023年現在、「E77 九州中央自動車道」の道路名称で供用中である。

## 概要
- 起点 : 宮崎県延岡市北方町蔵田
- 終点 : 宮崎県延岡市天下町
- 延長 : 13.1km
- 規格 : 第1種第2級
- 設計速度 : 80km/h[2]
- 道路幅員 : 23.5m
- 車線数 : 暫定2車線（完成4車線）

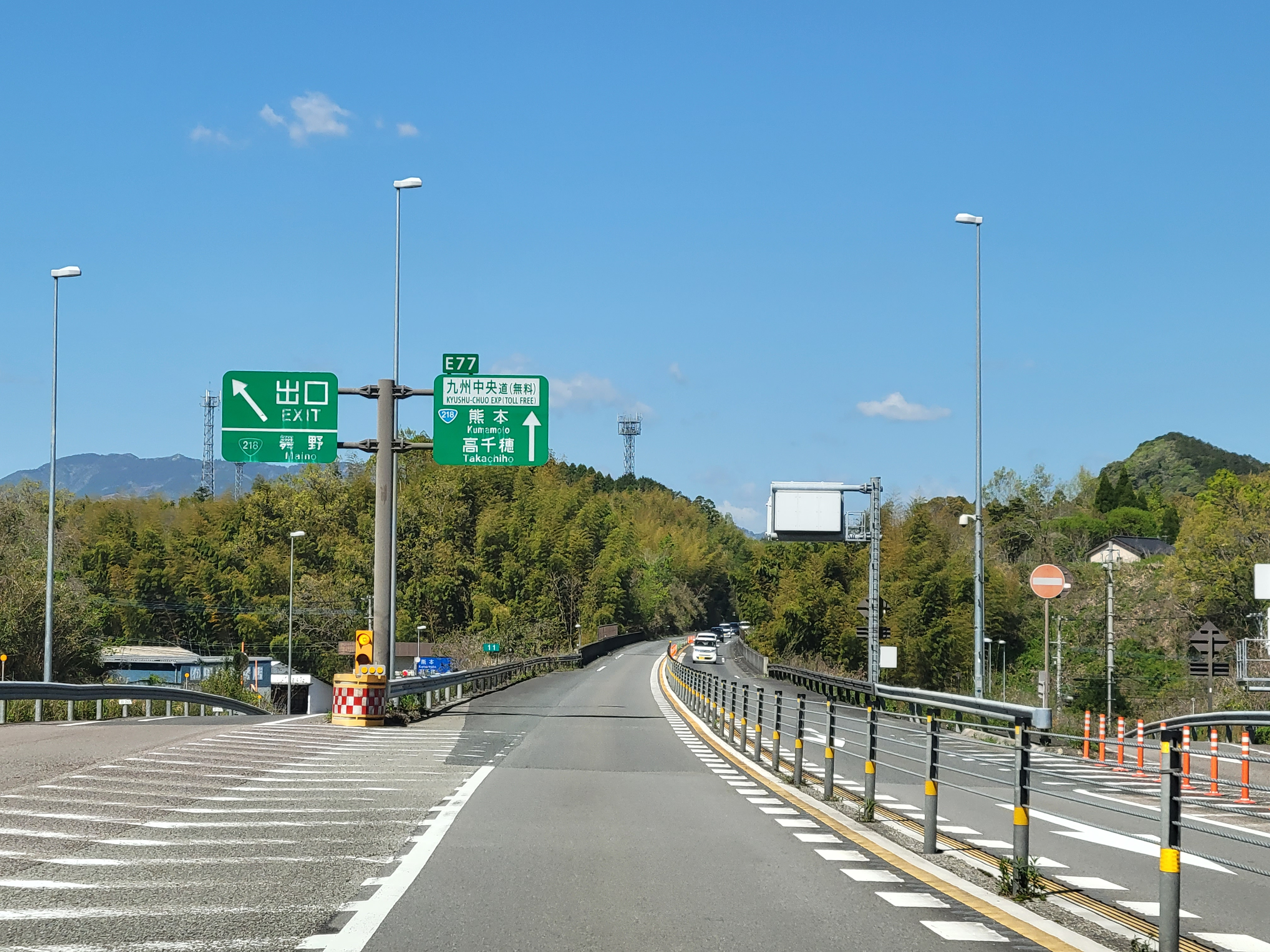
舞野IC付近（熊本方面、2023年）

2006年（平成18年）2月18日に舞野仮出入口（現・舞野IC） - 延岡IC/JCT間、2008年（平成20年）4月26日に北方IC - 舞野IC間が開通し、2015年（平成27年）4月29日に蔵田交差点 - 北方IC間が開通したことにより全線で供用開始した。全区間無料で通行できる。

## 沿革
- 1994年（平成6年）10月6日 : 都市計画決定。
- 1996年（平成8年）度 : 事業化。
- 1999年（平成11年）度 : 用地買収に着手。
- 2001年（平成13年）度 : 着工。
- 2006年（平成18年）2月18日 : 舞野仮出入口 - 延岡IC/JCT (2.1km) 間が開通[3]。2車線[2] (暫定) 。
- 2007年（平成19年）7月13日 : 一般国道218号改築工事（自動車専用道路「北方延岡道路」新設工事・宮崎県延岡市北方町南久保山から同市舞野町地内まで）ならびにこれに伴う市道および農業用道路付替工事について国土交通相より土地収用法に基づく事業認定が公示される[5]。
- 2008年（平成20年）4月26日 : 北方IC - 舞野IC (6.4Km) 間が開通[3]。2車線[2] (暫定) 。同時に、舞野仮出入口を「舞野IC」として昇格。
- 2012年（平成24年）12月18日 : 一般国道218号改築工事（北方延岡道路・宮崎県延岡市北方町蔵田から同市北方町南久保山まで）について国土交通相より土地収用法に基づく事業認定が公示される[6]。
- 2015年（平成27年）4月29日 : 蔵田交差点 - 北方IC (4.6km) 間が開通し、北方延岡道路が全線開通。2車線[2] (暫定) 。

## インターチェンジなど
- 施設名欄の背景色が■である部分は施設が供用されていない、または完成していない事を示す。
- 未開通のIC/JCT名は仮称。

| E77 九州中央自動車道（基本計画区間） |                                                                 |      |                              |
| 蔵田交差点                           | 国道218号（現道）                                               | 0.0  | 道の駅北方よっちみろ屋に隣接 |
| 北方IC                               | 県道242号北方インター線                                         | 4.6  |                              |
| 舞野IC                               | 国道218号（現道）                                               | 11.0 | 延岡方面出入口               |
| 延岡IC/JCT                           | E10 東九州自動車道 国道10号（延岡道路） 県道241号延岡インター線 | 13.1 |                              |

## トンネル
- 蔵田トンネル (756m)
- 駄小屋トンネル (122m)
- 久保山トンネル (381m)
- 曽木トンネル
- 岡元トンネル
- 小川トンネル
- 高野トンネル